# Ceraria pygmaea
Ceraria pygmaea är en tvåhjärtbladig växtart som först beskrevs av Neville Stuart Pillans, och fick sitt nu gällande namn av Gordon Douglas Rowley. Ceraria pygmaea ingår i släktet Ceraria och familjen Didiereaceae. Inga underarter finns listade i Catalogue of Life.

## Bildgalleri

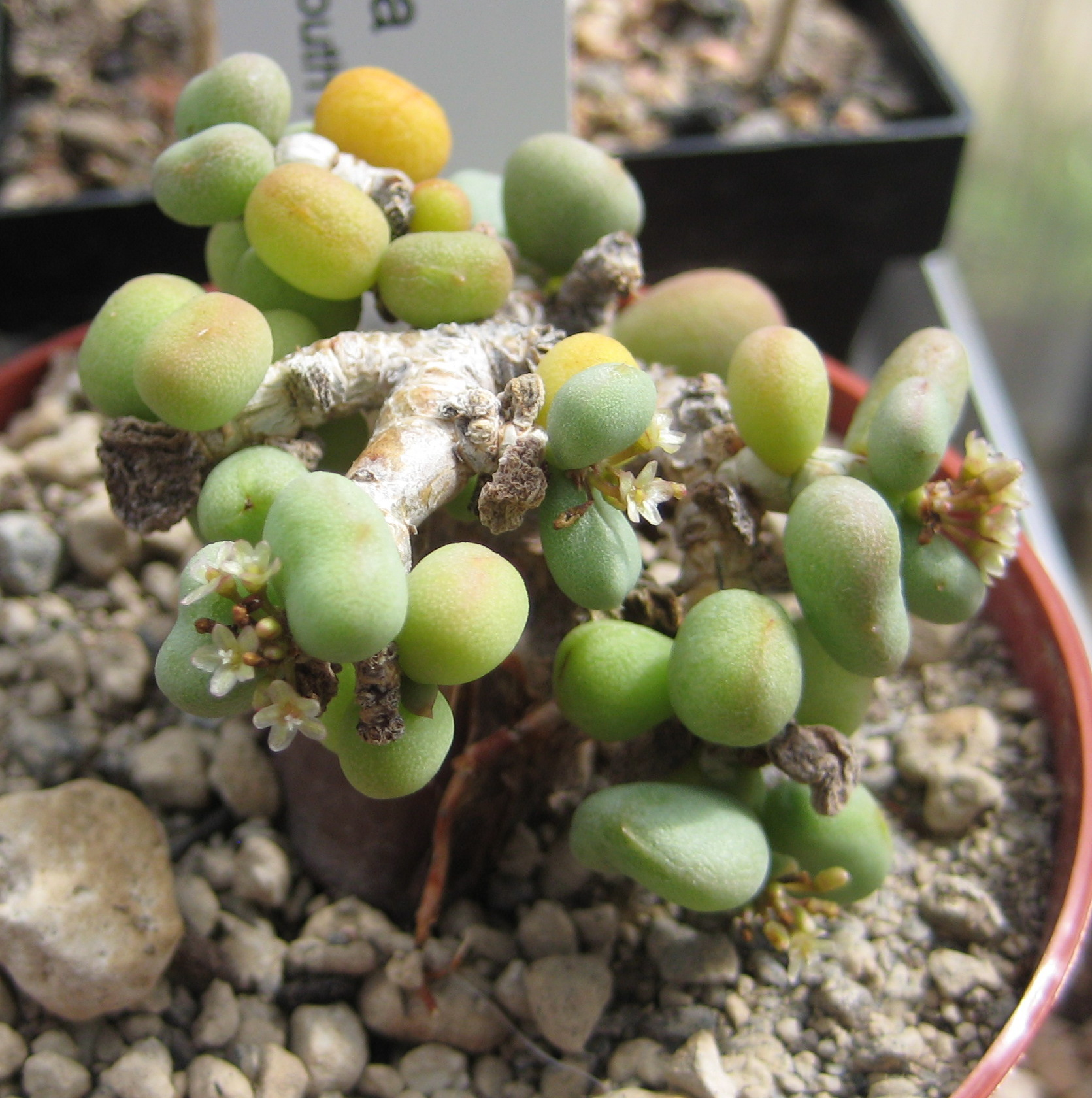
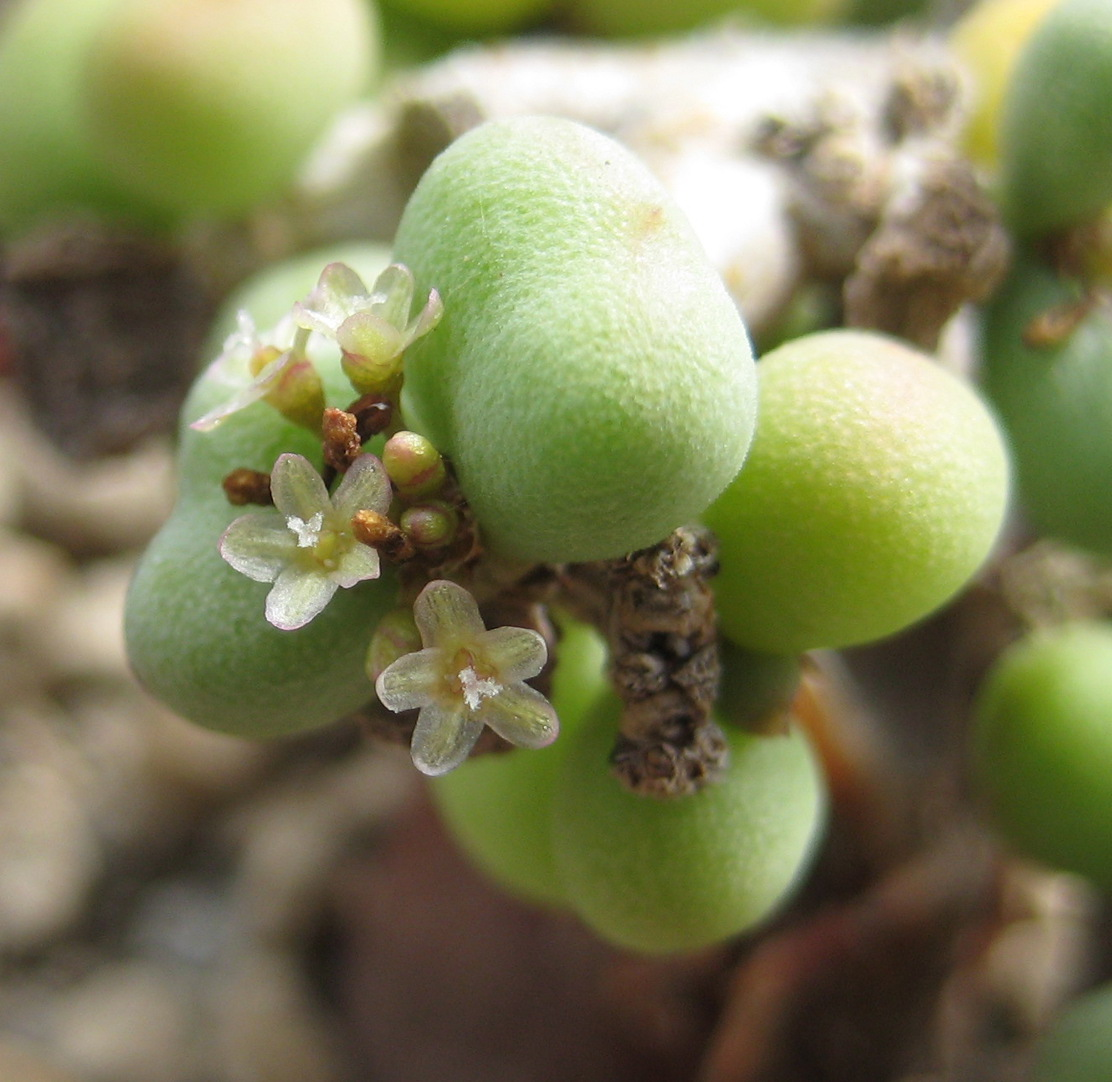